# Tesoro della basilica del Santo Sepolcro
Il tesoro della basilica del Santo Sepolcro è conservato presso le sale museali dell'omonima basilica a Barletta e comprende alcune oreficerie sacre, in parte provenienti dalla Palestina.
Si possono elencare:
- croce patriarcale binata, contenente la reliquia della santa Croce, portata a Barletta nel 1291 dal patriarca di Gerusalemme Randulphus;
- tabernacolo a forma di cubo con il Cristo in Maestà in mandorla con i simboli dei quattro evangelisti e due angeli, in rame e smalti champlevé, databile ai primi decenni del XIII secolo e non oltre il 1240;
- colomba eucaristica in rame dorato lavorato ad incisione e a sbalzo databile tra la fine del 1100 e non oltre il 1240. La colomba ha subito dei rifacimenti e delle integrazioni nel corso del Duecento, forse ascrivibili ad una maestranza musulmana, e ha alla base della coda la data 1184, iscrizione che però è risultata, ad un'analisi paleografica, risalente al XVII o al XVIII secolo, forse per tramandare la data originaria, scomparsa nei restauri successivi;
- ostensorio in forma gotica del XII secolo;
- breviario-rituale di origine gerosolimitana del XII secolo, con aggiunte del XIV secolo[1].

Tutti questi oggetti sono di arte francese e la tradizione li vuole provenienti da Tolemaide.